# Leo Kanner
Leo Kanner (Klekotow, Oostenrijk-Hongarije, 13 juni 1894 – Sykesville, VS 3 april 1981) was een Joods-Oostenrijkse, later Amerikaans, psychiater die bekend werd door zijn werk op het gebied van autisme. Een autistische stoornis wordt naar hem ook wel het syndroom van Kanner genoemd.

## Levensloop
Kanner werd geboren in Klekotow in Oostenrijk-Hongarije. Tussen 1913 en 1921 studeerde hij aan de Universiteit van Berlijn. Hij moest zijn studie onderbreken, omdat hij in de Eerste Wereldoorlog in het Oostenrijkse leger moest dienen. Hij emigreerde naar de VS waar hij een post bij het staatsziekenhuis in Yankton County in South Dakota bekleedde. In 1930 werd hij geselecteerd voor het opzetten van de eerste afdeling kinderpsychiatrie in het Johns Hopkins Hospital, in Baltimore.
Kanner was de eerste arts in de VS, die als kinderpsychiater werd aangemerkt. Zijn leerboek Child Psychiatry uit 1935 was het eerste in het Engels geschreven boek, dat zich op de psychiatrische problemen van kinderen richtte. Zijn artikel Autistic Disturbances of Affective Contact uit 1943 vormt de basis voor het hedendaagse onderzoek van autisme. Dit was een studie van elf kinderen met verschijnselen, die Kanner early infantile autism ging noemen, een naam die nu nog in de ICD-10 wordt gebruikt. Leo Kanner ging in 1959 met pensioen, maar bleef tot aan zijn dood op 86-jarige leeftijd in zijn vakgebied actief.

## Publicaties
- (en)  1935, Child Psychiatry
- (en)  1973, Childhood Psychosis: Initial Studies and New Insights
- (en)  in Nervous Child, Autistic Disturbances of Affective Contact pdf
- (en)  in American Journal of Psychiatry, 1946, Irrelevant and Metaphorical Language in Early Infantile Autism
- (en)  met L Eisenberg in American Journal of Orthopsychiatry, 1956, Early Infantile Autism 1943-1955
- (en)  L Bender in Child & Adolescent Psychiatry, 1982, In Memoriam Leo Kanner, MD June 13, 1894--April 4, 1981

## Leo Kannerhuis
In Nederland is het Dr. Leo Kannerhuis naar hem vernoemd; de stichting is gericht op "het ontwikkelen, aanbieden en overdragen van optimale, specialistische behandeling van mensen met ASS".
- Bibsys: 90616420
- Bibliothèque nationale de France: cb128482662 (data)
- Catàleg d'autoritats de noms i títols de Catalunya: 981058517941906706
- CiNii: DA01554609
- Gemeinsame Normdatei: 125048793
- International Standard Name Identifier: 0000 0001 1639 6538
- Library of Congress Control Number: n50045954
- Nationale Bibliotheek van Letland: 000230812
- Bibliotheek van het Japanse parlement: 00445127
- Nationale Bibliotheek van Tsjechië: mub2012684227
- Nationale bibliotheek van Australië: 35258871
- Nationale Bibliotheek van Israël: 987007293243705171
- Nationale Bibliotheek van Polen: a0000002219889
- Nederlandse Thesaurus van Auteursnamen: 067912745
- Réseau des bibliothèques de Suisse occidentale: 02-A003441101
- SNAC: w6hf1rw3
- Système universitaire de documentation: 069552959
- Virtual International Authority File: 50177256
- WorldCat: E39PBJrgGFqVDV4T9mvFKDBHG3